# Delta-Air-Lines-Flug 191
Der Delta-Air-Lines-Flug 191 war ein Linienflug der US-amerikanischen Delta Air Lines, auf dem am späten Nachmittag des 2. August 1985 während des Anflugs auf den Flughafen Dallas eine Lockheed L-1011-1 TriStar verunglückte.
Sie war zuvor in Fort Lauderdale in Florida gestartet und sollte nach einer Zwischenlandung in Dallas nach Los Angeles weiterfliegen.
Bei dem Unfall kamen insgesamt 135 Menschen ums Leben, davon 8 der 11 Besatzungsmitglieder, 126 der 152 Flugpassagiere und eine Person auf dem Boden.
Bei diesem Flugzeugabsturz handelt es sich um einen der wenigen Abstürze der kommerziellen Luftfahrt, der nachweislich unmittelbar durch  eine schwere Fallböe und Windscherung ausgelöst wurde.

## Fluggerät
Bei dem verunglückten Flugzeug handelte es sich um eine Lockheed L-1011-385-1 TriStar mit dem Luftfahrzeugkennzeichen N726DA. Das Flugzeug wurde 1979 an Delta übergeben und war zum Zeitpunkt des Absturzes 6 Jahre alt.

## Besatzung
Der Flug wurde von Kapitän Edward „Ted“ Connors, dem Ersten Offizier Rudolph „Rudy“ Price und dem Zweiten Offizier Nick Nassick durchgeführt. Die drei Männer waren in Atlanta stationiert. Zu der achtköpfigen, in Miami/Ft. Lauderdale stationierten Kabinenbesatzung gehörten Fran Alford, Jenny Amatulli, Freida Artz, Vickie Chavis, Diane Johnson, Alyson Lee, Joan Modzelewski und Wendy Robinson.

## Absturz

NTSB Sitzplan: Zeigt Lage der Passagiere entsprechend Verletzungen und Todesfällen

Bereits im Reiseflug entlang der Golfküste von Louisiana und Texas stellte Flugkapitän Connors eine Reihe sich aufbauender Gewitter fest und änderte die ursprünglich geplante Flugroute in Richtung landeinwärts, um die Gewitterzellen zu umfliegen.
Das Wetter in Dallas war mittlerweile ähnlich hochsommerlich labil und in der Umgebung des Flughafens entwickelten sich Gewitterzellen. Die Cockpitbesatzung bemerkte diese, entschied sich jedoch dazu, den Landeanflug fortzusetzen, wobei das Flugzeug von einer Fallbö erfasst wurde.
Im Endanflug auf die Landebahn 17L (heute als 17C bezeichnet) stieg in einer Höhe von 800 Fuß (240 Meter) über dem Grund die angezeigte Fluggeschwindigkeit durch eine Windscherung um 18 Uhr 05 und 5 Sekunden Ortszeit innerhalb weniger Sekunden in einen kritischen Bereich. Sie erreichte einen Wert von 173 Knoten IAS (320 km/h) statt der für den Anflug angestrebten Geschwindigkeit von 150 Knoten IAS (278 km/h). Es herrschte in dieser Phase der Geschwindigkeitszunahme eine Aufwindkomponente von circa 3 m/s, die am Ende der mehrsekündigen Phase schlagartig in einen Fallwind von ca. 6 m/s umschlug. Daraufhin fiel plötzlich um 18 Uhr 05 und 19 Sekunden die angezeigte Geschwindigkeit IAS, verursacht durch starke Rückenwinde, auf 119 Knoten (220 km/h), und die Abwindkomponente stieg auf erst 6, dann bis fast 12 m/s, während das Flugzeug in sehr starken Regen einflog. Der Erste Offizier Price versuchte in den ständig wechselnden Windverhältnissen den Gleitpfad und die Geschwindigkeit einzuhalten, was in der Anfangsphase mit zu hoher Geschwindigkeit zu einem starken Drosseln der Triebwerke fast bis zum Leerlauf führte. Ein seitlicher Windstoß rollte das Flugzeug 20° aus der normalen Fluglage, das darauffolgende Korrekturmanöver mit vollem Gegen-Querruder führte letzten Endes zu einer Vergrößerung des Anstellwinkels bei geringer Geschwindigkeit und daraus resultierend einem Strömungsabriss und einem unkontrollierten Durchsacken in einer Zone sehr turbulenter Auf- und Abwindfelder mit mehreren starken Längsneigungsänderungen des Flugzeuges.
Dieses Sinken setzte sich trotz mittlerweile wieder erhöhter Triebwerksleistung und des vom Kapitän ausgerufenen Go-Around-Manövers fort. Um 18 Uhr 05 und 44 Sekunden ertönte erstmals die Warnhupe des GPWS und es wurde die Warnung „Pull Up“ ausgegeben. Die Sinkrate betrug in der Spitze zwischen 3000 und 5000 Fuß/Minute, jedoch kam es trotz maximaler Triebwerksleistung und weitgehend wiederhergestellter Normalfluglage um 18 Uhr 05 und 52 Sekunden zu einer ersten unbeabsichtigten Grundberührung außerhalb des Flughafengeländes mit einer Geschwindigkeit von 170 Knoten IAS. Um 18 Uhr 05 und 58 endete die Tonaufzeichnung des Cockpit Voice Recorders
Etwa 6300 Fuß (1920 Meter) nördlich der Landebahnschwelle 17L hatte das Hauptfahrwerk erstmals Grundberührung, das Flugzeug rollte, noch strukturell intakt, mit dem Hauptfahrwerk mit hoher Geschwindigkeit über ein freies Feld und hob noch einmal für eine kurze Strecke ab. Während des Überrollens des Texas State Highways 114 setzte auch das Bugfahrwerk endgültig auf und das Triebwerk Nr. 1 an der linken Tragfläche traf ein vorbeifahrendes Auto, wobei der Fahrer getötet wurde. Nachdem mehrere  Laternenmasten der Highway-Beleuchtung getroffen wurden, begann die Flugzeugzelle zu zerbrechen, darüber hinaus wurde die linke Tragflächenwurzel beschädigt, wodurch einer der Tanks beschädigt wurde und das austretende Kerosin sich entzündete. Das Flugzeug schlitterte schließlich mit der linken Tragfläche gegen zwei Wassertanks auf dem Gelände des Flughafens, zerbarst und ging in einem Feuerball auf.
Die meisten Überlebenden des Fluges 191 befanden sich im hinteren Teil des Rumpfes, der bereits während der Kollisionen vom Rest des Wracks abgebrochen war. Unter den Todesopfern waren auch der IBM-Computeringenieur Philip Don Estridge sowie die Schwester des Jazz-Pianisten Herbie Hancock.

## Ähnliche Flugunfälle
- Martinair-Flug 495
- Pan-Am-Flug 759
- Aeroflot-Flug 4225
- Cubana-Flug 9646
- USAir-Flug 1016
- Lufthansa-Flug 2904